# شلفاك

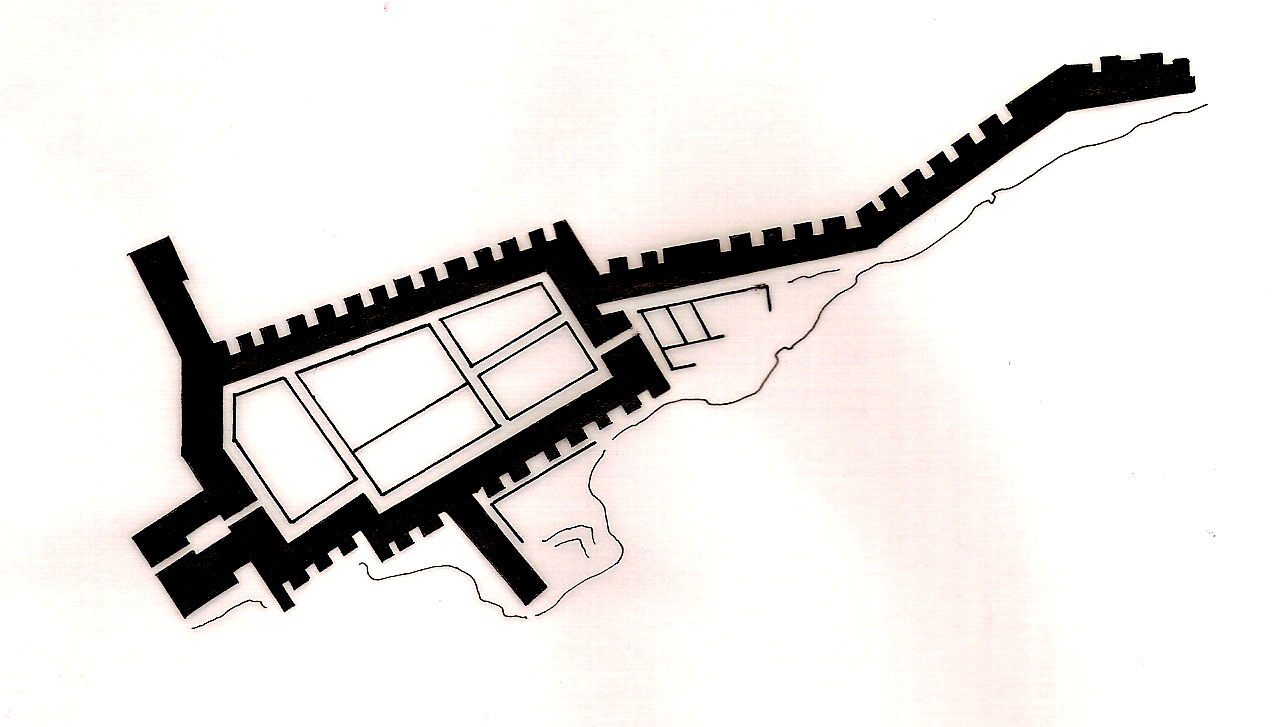
تخطيط حصن شلفاك

شلفاك (في الأصل واف تشاستيو، "إخضاع الأراضي الأجنبية") هي قلعة مصرية قديمة تم بناؤها ذات يوم على الشاطئ الغربي للشلال الثاني لنهر النيل وهي الآن جزيرة في بحيرة النوبة في شمال السودان. أقيمت في المملكة المصرية الوسطى تحت حكم سنوسرت الثالث، وهي واحدة من سلسلة من 17 حصنًا أنشأها الملوك المصريين من الأسرة الثانية عشرة لتأمين حدودهم الجنوبية في وقت كان فيه النفوذ المصري يتوسع. هذا هو السبب في إنشاء شلفاك، جنبًا إلى جنب مع حصون بوهين، وميرجيسا، وأورونارتي، وأسكوت، ودابينارتي، وسمنة، وقمنة، على مسافة إشارات من بعضها البعض.
تشغل القلعة مساحة مثلثة تقريبًا تبلغ حوالي 1800 متر مربع، وهي تتكيف مع الأرض المتاحة. لا يزال جدارها الضخم المبني من الطوب يصل ارتفاعه إلى 6 أمتار وسمكه 8 أمتار. ثلاثة جدران حفرية، باتجاه الشمال والغرب والشرق، تكمل نظام التحصين. يحمي الجدار الشرقي السلم المؤدي إلى النهر لضمان الوصول إلى إمدادات المياه في حالة الحصار. تم الحفاظ على الهياكل الداخلية جيدًا بما في ذلك مبنى القيادة والثكنات والورش والمخازن ومخزن الحبوب مرتبة في مخطط شبكي.
تم إجراء الحفريات في فبراير ومارس 1931 من قبل فريق من جامعة هارفارد ومتحف الفنون الجميلة في بوسطن تحت قيادة نويل إف ويلر. منذ عام 2017، يقوم فريق بقيادة كلوديا ناصر من كلية لندن الجامعية بالتنقيب مرة أخرى.